# Орлов, Александр Васильевич (генерал-майор)
Александр Васильевич Орлов (14 ноября 1862 — 10 октября 1914) — генерал-майор Российской императорской армии; участник Первой мировой войны; кавалер трёх орденов.

## Биография
Родился 14 ноября 1862 года. По вероисповеданию — православный.
Окончил Симбирский кадетский корпус. 
В императорской армии с 1 сентября 1883 года. Окончил Второе военное Константиновское училище, откуда был выпущен 14 августа 1884 года в чине подпоручика. Служил в Куринском 79-м пехотном полку. 14 августа 1888 года получил чин поручика. 30 августа 1894 года получил чин подъесаула. В течение семи лет и 11-и месяцев был офицером-воспитателем. 6 декабря 1899 года получил чин войскового старшины с переименованием в подполковники. В течение одного года и 4-х месяцев был командиром батальона. 22 марта 1903 года получил чин полковника. С 12 февраля по 7 декабря 1904 года был командиром Клязьминского 238-го резервного батальона. С 7 декабря 1904 года по 5 мая 1905 года был командиром Клязьминского 238-го пехотного полка. С 5 мая 1905 года по 21 июня 1912 года был командиром Вяземского 115-го пехотного полка. 
21 июня 1912 года получил чин генерал-майора российской императорской армии и в тот же день был назначен командиром 2-й бригады 25-й пехотной дивизии. В этой должности находился вплоть до 29 июля 1914 года.
29 июля 1914 года после объявления мобилизации был назначен командующим 61-й пехотной дивизии. 10 октября 1914 года погиб в результате поражения 17-го армейского корпуса, в составе которого действовала его дивизия, под Ивангородом. Был похоронен на Смоленском кладбище Петрограда.

## Награды
- Орден Святого Владимира 4-й степени (1909)[1];
- Орден Святой Анны 2-й степени (1906)[1];
- Орден Святого Станислава 3-й степени (1890)[1].